# Антоније Апамејски
Свети Антоније (4. век)  је свети мученик, клесар из Апамеје.
Антоније је био родом из Апамеје, у Сирији. Живећи у Апамеји, на реци Оронту, почео је да ради као клесар. Антоније је подстицао пагане који су обожавали своје идоле и приносили им жртве да то не чине. Када га нису послушали, отишао је на пусто место. Тамо је срео пустињака по имену Теотим, и живео са њим две године. Оснажен Теотимовим молитвама, Антоније је поново отишао у народ, уништио је идоле и навукао на себе гнев незнабожаца, који су га претукли .
Локални епископ га је замолио да сагради цркву у част Свете Тројице. Свети Антоније се дао на посао, али су га напали незнабошци, који су ноћу ухватили Антонија и мачевима исекли његово тело. Тело светитеља је раскомадано и сахрањено у пећини у Апамеји. У Сирији је Антоније био поштован после његове смрти; већ почетком 6. века постојао је храм подигнут у његову част. 
Према Теодориту Кирском, црквени празник установљен у славу Антонија заменио је пагански празник у Апамеји, који се раније славио у ово време. Базилика подигнута изнад тела уништена је под персијским шахом Хозројем II.
Свети Антоније се назива и Антонин. Антонију као мученику написан је акатист .
Православна црква га прославља 9.(22) новембра.